# Уамантла (Уамантла, Тласкала)
Уамантла (шп. Huamantla) насеље је у Мексику у савезној држави Тласкала у општини Уамантла. Насеље се налази на надморској висини од 2497 м.

## Становништво
Према подацима из 2010. године у насељу је живело 51996 становника.

### Хронологија
| Година       | 2000                  | 2005                  | 2010                  |
| ------------ | --------------------- | --------------------- | --------------------- |
| Становништво | 40854 (19725 / 21129) | 47286 (22872 / 24414) | 51996 (24929 / 27067) |

### Попис
| \| \| м \| \| \| ж \| \| 0—2 \| 1.559 \| \| \| 1.496 \| \| 3—5 \| 1.649 \| \| \| 1.591 \| \| 6—11 \| 3.386 \| \| \| 3.379 \| \| 12—14 \| 1.594 \| \| \| 1.542 \| \| 15—17 \| 1.617 \| \| \| 1.530 \| \| 18—24 \| 3.234 \| \| \| 3.430 \| \| 60+ \| 1.732 \| \| \| 2.201 \| \| Просек : \| 27,4 \| \| \| 29,0 \| |       |  |  |       |
| |       |  |  |       |
| | м     |  |  | ж     |
| 0—2 | 1.559 |  |  | 1.496 |
| 3—5 | 1.649 |  |  | 1.591 |
| 6—11 | 3.386 |  |  | 3.379 |
| 12—14 | 1.594 |  |  | 1.542 |
| 15—17 | 1.617 |  |  | 1.530 |
| 18—24 | 3.234 |  |  | 3.430 |
| 60+ | 1.732 |  |  | 2.201 |
| Просек : | 27,4  |  |  | 29,0  |

| #   | Индикатор                                                                                        | Вредност |
| --- | ------------------------------------------------------------------------------------------------ | -------- |
| 1   | Становништво од 0 до 2 године                                                                    | 3055     |
| 2   | Мушко становништво од 0 до 2 године                                                              | 1559     |
| 3   | Женско становништво од 0 до 2 године                                                             | 1496     |
| 4   | Становништво са 3 и више година                                                                  | 48848    |
| 5   | Мушко становништво са 3 и више година                                                            | 23324    |
| 6   | Женско становништво са 3 и више година                                                           | 25524    |
| 7   | Становништво са 5 и више година                                                                  | 46630    |
| 8   | Мушко становништво са 5 и више година                                                            | 22189    |
| 9   | Женско становништво са 5 и више година                                                           | 24441    |
| 10  | Становништво са 12 и више година                                                                 | 38843    |
| 11  | Мушко становништво са 12 и више година                                                           | 18289    |
| 12  | Женско становништво са 12 и више година                                                          | 20554    |
| 13  | Становништво са 15 и више година                                                                 | 35707    |
| 14  | Мушко становништво са 15 и више година                                                           | 16695    |
| 15  | Женско становништво са 15 и више година                                                          | 19012    |
| 16  | Становништво са 18 и више година                                                                 | 32560    |
| 17  | Мушко становништво са 18 и више година                                                           | 15078    |
| 18  | Женско становништво са 18 и више година                                                          | 17482    |
| 19  | Становништво од 3 до 5 година                                                                    | 3240     |
| 20  | Мушко становништво од 3 до 5 година                                                              | 1649     |
| 21  | Женско становништво од 3 до 5 година                                                             | 1591     |
| 22  | Становништво од 6 до 11 година                                                                   | 6765     |
| 23  | Мушко становништво од 6 до 11 година                                                             | 3386     |
| 24  | Женско становништво од 6 до 11 година                                                            | 3379     |
| 25  | Становништво од 8 до 14 година                                                                   | 7618     |
| 26  | Мушко становништво од 8 до 14 година                                                             | 3828     |
| 27  | Женско становништво од 8 до 14 година                                                            | 3790     |
| 28  | Становништво од 12 до 14 година                                                                  | 3136     |
| 29  | Мушко становништво од 12 до 14 година                                                            | 1594     |
| 30  | Женско становништво од 12 до 14 година                                                           | 1542     |
| 31  | Становништво од 15 до 17 година                                                                  | 3147     |
| 32  | Мушко становништво од 15 до 17 година                                                            | 1617     |
| 33  | Женско становништво од 15 до 17 година                                                           | 1530     |
| 34  | Становништво од 18 до 24 године                                                                  | 6664     |
| 35  | Мушко становништво од 18 до 24 године                                                            | 3234     |
| 36  | Женско становништво од 18 до 24 године                                                           | 3430     |
| 37  | Женско становништво од 15 до 49 година                                                           | 14834    |
| 38  | Становништво са 60 и више година                                                                 | 3933     |
| 39  | Мушко становништво са 60 и више година                                                           | 1732     |
| 40  | Женско становништво са 60 и више година                                                          | 2201     |
| 41  | Однос између мушкараца и жена                                                                    | 92.1     |
| 42  | Становништво од нуле до 14 година                                                                | 16196    |
| 43  | Становништво од 15 до 64 године                                                                  | 32941    |
| 44  | Становништво од 65 година и више                                                                 | 2766     |
| 45  | Просечан број деце                                                                               | 2.33     |
| 46  | Становништво рођено у ентитету                                                                   | 44795    |
| 47  | Мушко становништво рођено у ентитету                                                             | 21781    |
| 48  | Женско становништво рођено у ентитету                                                            | 23014    |
| 49  | Становништво рођено у другом ентитету                                                            | 6967     |
| 50  | Мушко становништво рођено у другом ентитету                                                      | 3029     |
| 51  | Женско становништво рођено у другом ентитету                                                     | 3938     |
| 52  | Становништво од 5 година и више резидентно у ентитету у јуну 2005. године                        | 44506    |
| 53  | Мушко становништво старосног доба од 5 година и више, резидентно у ентитету у јуну 2005. године  | 21134    |
| 54  | Женско становништво старосног доба од 5 и више година, резидентно у ентитету у јуну 2005. године | 23372    |
| 55  | Становништво од 5 година и више које је живело у другом ентитету у јуну 2005. године             | 1740     |
| 56  | Мушко становништво старије од 5 година које је живело у другом ентитету у јуну 2005. године      | 854      |
| 57  | Женско становништво старије од 5 година које је живело у другом ентитету у јуну 2005. године     | 886      |
| 58  | Становништво од 3 године и више које говори аутохтони језик                                      | 207      |
| 59  | Мушко становништво старо 3 године и више које говори аутохтони језик                             | 105      |
| 60  | Женско становништво старо 3 године и више које говори аутохтони језик                            | 102      |
| 61  | Становништво од 3 године и више које говори аутохтони језик и не говори шпански језик            | 0        |
| 62  | Мушко становништво старо 3 године и више које говори аутохтони језик и не говори шпански         | 0        |
| 63  | Женско становништво старо 3 године и више које говори аутохтони језик и не говори шпански језик  | 0        |
| 64  | Становништво старо 3 године и више које говори аутохтони језик и шпански                         | 156      |
| 65  | Мушко становништво старо 3 године и више које говори аутохтони језик и шпански                   | 77       |
| 66  | Женско становништво старо 3 године и више које говори аутохтони језик и шпански                  | 79       |
| 67  | Становништво од 5 година и више које говори аутохтони језик                                      | 204      |
| 68  | Становништво од 5 година и више које говори аутохтони језик и не говори шпански језик            | 0        |
| 69  | Становништво од 5 година и више које говори аутохтони језик и говори шпански језик               | 154      |
| 70  | Становништво у домородачким домаћинствима                                                        | 564      |
| 71  | Становништво са ограничењима у активностима                                                      | 2111     |
| 72  | Становништво са ограниченим ходањем или кретањем, горе или доле                                  | 1040     |
| 73  | Становници са ограничењима вида, чак и уз кориштење сочива                                       | 677      |
| 74  | Становништво са ограничењима говора, комуникације или конверзације                               | 233      |
| 75  | Становништво са ограниченим слухом                                                               | 229      |
| 76  | Становништво са ограничењима при одевању, купању или јелу                                        | 165      |
| 77  | Становништво са ограничењима у опажању или учењу једноставних ствари                             | 131      |
| 78  | Становништво са менталним ограничењима                                                           | 169      |
| 79  | Становништво без ограничења активности                                                           | 49598    |
| 80  | Становништво од 3 до 5 година које не похађа школу                                               | 1535     |
| 81  | Мушко становништво од 3 до 5 година које не похађа школу                                         | 774      |
| 82  | Женско становништво од 3 до 5 година које не похађа школу                                        | 761      |
| 83  | Становништво од 6 до 11 година које не похађа школу                                              | 142      |
| 84  | Мушко становништво од 6 до 11 година које не похађа школу                                        | 84       |
| 85  | Женско становништво од 6 до 11 година које не похађа школу                                       | 58       |
| 86  | Становништво од 12 до 14 година које не похађа школу                                             | 212      |
| 87  | Мушко становништво од 12 до 14 година које не похађа школу                                       | 138      |
| 88  | Женско становништво од 12 до 14 година које не похађа школу                                      | 74       |
| 89  | Становништво од 15 до 17 година похађа школу                                                     | 2241     |
| 90  | Мушко становништво од 15 до 17 година похађа школу                                               | 1106     |
| 91  | Женско становништво између 15 и 17 година живота у школи                                         | 1135     |
| 92  | Становништво од 18 до 24 године похађа школу                                                     | 1876     |
| 93  | Мушко становништво од 18 до 24 године похађа школу                                               | 922      |
| 94  | Женско становништво од 18 до 24 године похађа школу                                              | 954      |
| 95  | Становништво од 8 до 14 година које не може да чита и пише                                       | 162      |
| 96  | Мушко становништво старосног доба од 8 до 14 година које не може да чита и пише                  | 100      |
| 97  | Женско становништво старосног доби од 8 до 14 година које не може да чита и пише                 | 62       |
| 98  | Становништво од 15 година и више које је неписмено                                               | 1610     |
| 99  | Мушко становништво од 15 година и више које је неписмено                                         | 507      |
| 100 | Женско становништво од 15 година и више које је неписмено                                        | 1103     |
| 101 | Становништво старо 15 и више година без школовања                                                | 1639     |
| 102 | Мушко становништво старо 15 и више година без школовања                                          | 583      |
| 103 | Женско становништво старо 15 и више година без школовања                                         | 1056     |
| 104 | Становништво старосног доба 15 и више година са непотпуним основним образовањем                  | 3498     |
| 105 | Мушко становништво старосног доба од 15 година и више са непотпуном основним образовањем         | 1538     |
| 106 | Женско становништво старосног доба 15 и више година са непотпуном основним образовањем           | 1960     |
| 107 | Становништво старо 15 и више година са комплетним основним образовањем                           | 6045     |
| 108 | Мушко становништво старо 15 година и више са комплетним основним образовањем                     | 2767     |
| 109 | Женско становништво старо 15 и више година са комплетним основним образовањем                    | 3278     |
| 110 | Становништво старосног доба 15 и више година са непотпуним средњим образовањем                   | 2038     |
| 111 | Мушко становништво старосног доба од 15 година и више са непотпуним средњим образовањем          | 1121     |
| 112 | Женско становништво старосног доба од 15 година и више са непотпуним средњим образовањем         | 917      |
| 113 | Становништво старо 15 и више година са пуним секундарном образовањем                             | 8789     |
| 114 | Мушко становништво старосног доба од 15 година и више са пуним секундарном образовањем           | 4247     |
| 115 | Женско становништво старосног доба од 15 година и више са пуним секундарном образовањем          | 4542     |
| 116 | Становништво старије од 18 година са постосновним образовањем                                    | 12681    |
| 117 | Мушко становништво старије од 18 година са постосновним образовањем                              | 5993     |
| 118 | Женско становништво старије од 18 година са постосновним образовањем                             | 6688     |
| 119 | Просечна оцена школовања                                                                         | 9.04     |
| 120 | Просечан ниво образовања мушке популације                                                        | 9.21     |
| 121 | Просечан ниво образовања женског становништва                                                    | 8.88     |
| 122 | Економски активно становништво                                                                   | 21010    |
| 123 | Економски активна мушка популација                                                               | 13675    |
| 124 | Економски активна женска популација                                                              | 7335     |
| 125 | Становништво које није економски активно                                                         | 17661    |
| 126 | Мушко становништво које није економски активно                                                   | 4521     |
| 127 | Женско становништво које није економски активно                                                  | 13140    |
| 128 | Запослено становништво                                                                           | 19513    |
| 129 | Запослено мушко становништво                                                                     | 12520    |
| 130 | Запослено женско становништво                                                                    | 6993     |
| 131 | Незапослена популација                                                                           | 1497     |
| 132 | Незапослена мушка популација                                                                     | 1155     |
| 133 | Незапослена женска популација                                                                    | 342      |
| 134 | Становништво без права на здравствене услуге                                                     | 19698    |
| 135 | Становништво које има право на здравствене услуге                                                | 32117    |
| 136 | Становништво које има право на ИМСС                                                              | 9817     |
| 137 | Становништво које има право на социјално осигурање                                               | 3086     |
| 138 | Становништво које има право на државно социјално осигурање                                       | 227      |
| 139 | Становништво које има право на опште осигурање или здравствено осигурање за нову генерацију      | 18559    |
| 140 | Становништво које је било једном или није било у браку током 12 година и више                    | 14104    |
| 141 | Венчано или уједињено становништво од 12 година и више                                           | 20979    |
| 142 | Становништво које је било у браку или уједињено 12 година и више                                 | 3669     |
| 143 | Становништво са католичком религијом                                                             | 48771    |
| 144 | Протестанти, еванђелисти и библијски следбеници различити од еванђелиста                         | 2252     |
| 145 | Становништво са другим религијама различитим од претходних                                       | 27       |
| 146 | Становништво без религије                                                                        | 390      |
| 147 | Укупно пописаних домаћинства                                                                     | 11945    |
| 148 | Пописна домаћинства на челу са мушкарцима                                                        | 8833     |
| 149 | Пописна домаћинства на челу са женама                                                            | 3112     |
| 150 | Становништво у пописним домаћинствима                                                            | 51841    |
| 151 | Становништво у пописним домаћинствима на челу са мушкарцима                                      | 39867    |
| 152 | Становништво у пописним домаћинствима на челу са женама                                          | 11974    |
| 153 | Укупно домаћинстава                                                                              | 14957    |
| 154 | Укупно насељених домаћинстава                                                                    | 11980    |
| 155 | Укупно приватних кућа                                                                            | 14922    |
| 156 | Насељени приватни домови                                                                         | 11945    |
| 157 | Укупно насељених приватних кућа                                                                  | 11974    |
| 158 | Ненасељене приватне куће                                                                         | 2298     |
| 159 | Појединачна домаћинства за привремену употребу                                                   | 679      |
| 160 | Становници у насељеним приватним кућама                                                          | 51841    |
| 161 | Насељеност станара у приватним становима                                                         | 4.34     |
| 162 | Просечно становника по соби у приватним насељеним домаћинствима                                  | 1.17     |
| 163 | Појединачна домаћинства са подовима од различитих материјала од земље                            | 11647    |
| 164 | Појединачна домаћинства у приземљу                                                               | 247      |
| 165 | Појединачна домаћинства са једном спаваћом собом                                                 | 3877     |
| 166 | Појединачна домаћинства са две спаваће собе и више                                               | 8037     |
| 167 | Појединачна домаћинства са једним собом                                                          | 774      |
| 168 | Појединачна домаћинства са две собе                                                              | 1917     |
| 169 | Појединачна домаћинства са 3 собе и више                                                         | 9198     |
| 170 | Појединачна домаћинства која имају електрично светло                                             | 11811    |
| 171 | Појединачна домаћинства која немају електрично светло                                            | 81       |
| 172 | Појединачна домаћинства која имају водоводну воду у стамбеном простору                           | 11566    |
| 173 | Појединачна домаћинства која немају водоводну воду у стамбеном простору                          | 334      |
| 174 | Појединачна домаћинства која имају тоалет                                                        | 11732    |
| 175 | Појединачна домаћинства која имају канализацију                                                  | 11718    |
| 176 | Појединачна домаћинства која немају канализацију                                                 | 182      |
| 177 | Појединачна домаћинства која имају електрично светло, довод воде из јавне мреже и канализацију   | 11390    |
| 178 | Појединачна домаћинства без икаквих услова                                                       | 136      |
| 179 | Појединачна домаћинства која имају радио                                                         | 10039    |
| 180 | Појединачна домаћинства која имају телевизор                                                     | 11432    |
| 181 | Појединачна домаћинства која имају фрижидер                                                      | 7707     |
| 182 | Појединачна домаћинства која имају машину за веш                                                 | 5964     |
| 183 | Појединачна домаћинства која имају аутомобил или комби                                           | 3812     |
| 184 | Појединачна домаћинства која имају рачунар                                                       | 2325     |
| 185 | Појединачна домаћинства која имају фиксну телефонску линију                                      | 3055     |
| 186 | Појединачна домаћинства која имају мобилни телефон                                               | 7712     |
| 187 | Појединачна домаћинства која имају приступ интернету                                             | 1507     |
| 188 | Величина локације                                                                                | 10       |